# Ingrid Wigernæs
Ingrid Wigernæs est une fondeuse norvégienne née le 22 février 1928 à Hemsedal et morte le 2 décembre 2023 dans la même ville.

## Palmarès
- Championnats du monde de ski nordique 1966 à Oslo
  -  Médaille d'argent en relais 3 × 5 km.